# Drogone d'Altavilla
Drogone d'Altavilla (lat. Drogo, fr. Dreu; Cotentin, 1010 circa – Bovino, 10 agosto 1051) è stato un condottiero normanno, conte di Puglia e Calabria.

## Biografia
Drogone era uno dei figli di Tancredi d'Altavilla e della prima moglie Muriella; giunse in Italia meridionale con i fratelli Guglielmo e Umfredo verso il 1035.
Nel 1038, prese parte, insieme al fratello Guglielmo, alla campagna di Sicilia, intrapresa da Giorgio Maniace, catapano bizantino d'Italia, e alla successiva campagna del principe Guaimario IV di Salerno contro la Puglia bizantina.
All'inizio del 1043, i capi normanni elessero Guglielmo come primo conte di Puglia e, dalla divisione in dodici baronie dei territori conquistati, Drogone ottenne la signoria di Venosa.
Nel 1046, morì, senza eredi, il fratello maggiore Guglielmo. Tentò di succedergli il conte Pietro I di Trani. Drogone d'Altavilla si scontrò con lui in duello a Melfi, lo ferì e lo respinse.

### Conte di Puglia
La Contea di Puglia passò, così, a Drogone, secondo conte di Puglia. Egli mediò tra il sovrano longobardo di Salerno e la casa Drengot Quarrel e ripristinò l'alleanza tra le tre fazioni. Guaimario, così, gli concesse in sposa la sorella Gaitelgrima.
Drogone fu il primo conte di Puglia e Calabria ufficialmente riconosciuto dall'Imperatore del Sacro Romano Impero: nel febbraio del 1047, infatti, l'imperatore Enrico III confermò la sua posizione attribuendogli il titolo di Dux et magister Italiae comesque Normannorum totius Apuliae et Calabriae, ossia duca e signore d'Italia e conte dei Normanni di tutta la Puglia e la Calabria. Questo fu il primo titolo comitale pienamente legittimo ottenuto da un Altavilla.
Proprio in quell'anno (1047), giunse nel Sud Italia il fratellastro Roberto il Guiscardo. All'epoca, Drogone aveva enormi difficoltà nel controllare i baroni della regione e nell'arginare il fenomeno del brigantaggio e della guerra feudale.

### Morte e successione
Nel 1051, papa Leone IX ottenne da Drogone la promessa di mettere fine alle incursioni normanne nei territori pontifici, ma il conte fu assassinato  (probabilmente in conseguenza di una congiura bizantina) verso la fine di quello stesso anno in una località che i cronisti dell'epoca chiamano Montoglio (o Monte Allegro o Monte Ilario o Montellari), corrispondente alla media valle del Cervaro tra i territori di Orsara di Puglia e Bovino. 

Dopo un breve interregno, gli successe il giovane fratello Umfredo.
Dal matrimonio con Gaitelgrima, ebbe due femmine, Rocca ed Eremburga, ed un figlio maschio, Riccardo, che troppo giovane alla morte del padre, fu escluso dagli zii dalla successione alla contea.

## Ascendenza
|                         |                          |         | Genitori |  |  | Nonni |  |  | Bisnonni |  |  | Trisnonni |  |
|                         |                          |         |          |  |  |       |  |  | …        |  |  | …         |  |
|                         |                          |         |          |  |  |       |  |  | …        |  |  | …         |  |
|                         |                          | …       |          |  |  |       |  |  | …        |  |  |           |  |
| …                       |                          |         |          |  |  |       |  |  | …        |  |  |           |  |
|                         |                          | …       | …        |  |  |       |  |  |          |  |  |           |  |
|                         |                          | …       | …        |  |  |       |  |  |          |  |  |           |  |
|                         |                          | …       | …        |  |  |       |  |  |          |  |  |           |  |
| Tancredi d'Altavilla    |                          | …       |          |  |  |       |  |  |          |  |  |           |  |
|                         |                          | …       | …        |  |  |       |  |  |          |  |  |           |  |
|                         |                          | …       | …        |  |  |       |  |  |          |  |  |           |  |
|                         |                          | …       | …        |  |  |       |  |  |          |  |  |           |  |
| …                       |                          | …       |          |  |  |       |  |  |          |  |  |           |  |
|                         |                          | …       | …        |  |  |       |  |  |          |  |  |           |  |
|                         |                          | …       | …        |  |  |       |  |  |          |  |  |           |  |
|                         |                          | …       | …        |  |  |       |  |  |          |  |  |           |  |
| Drogone d'Altavilla     |                          | …       |          |  |  |       |  |  |          |  |  |           |  |
|                         | Guglielmo I di Normandia | Rollone |          |  |  |       |  |  |          |  |  |           |  |
|                         | Guglielmo I di Normandia | Rollone |          |  |  |       |  |  |          |  |  |           |  |
|                         | Guglielmo I di Normandia | Poppa   |          |  |  |       |  |  |          |  |  |           |  |
| Riccardo I di Normandia | Guglielmo I di Normandia |         |          |  |  |       |  |  |          |  |  |           |  |
|                         |                          | Sprota  | …        |  |  |       |  |  |          |  |  |           |  |
|                         |                          | Sprota  | …        |  |  |       |  |  |          |  |  |           |  |
|                         |                          | Sprota  | …        |  |  |       |  |  |          |  |  |           |  |
| Muriella                |                          | Sprota  |          |  |  |       |  |  |          |  |  |           |  |
|                         |                          | …       | …        |  |  |       |  |  |          |  |  |           |  |
|                         |                          | …       | …        |  |  |       |  |  |          |  |  |           |  |
|                         |                          | …       | …        |  |  |       |  |  |          |  |  |           |  |
| …                       |                          | …       |          |  |  |       |  |  |          |  |  |           |  |
|                         |                          | …       | …        |  |  |       |  |  |          |  |  |           |  |
|                         |                          | …       | …        |  |  |       |  |  |          |  |  |           |  |
|                         |                          | …       | …        |  |  |       |  |  |          |  |  |           |  |
|                         |                          | …       |          |  |  |       |  |  |          |  |  |           |  |